# Bitwa pod Narolem
Bitwa pod Narolem (inaczej nazywana obroną Narola) – bitwa stoczona w nocy pomiędzy 21 a 22 maja 1944 pod Narolem między wojskami polskiej samoobrony oraz Armii Krajowej pod dowództwem Karola Kosteckiego i Zdzisława Zatheya, a oddziałami Ukraińskiej Armii Powstańczej pod dowództwem Iwana Szpontaka.

## Geneza
Na skutek podbicia przez III Rzeszę w całości terenów dzisiejszego powiatu lubaczowskiego, które były w latach 1939–1941 podzielone pomiędzy III Rzeszę i Związek Radziecki, na terenach tych zaczęły się ścierać ze sobą trzy różne okręgi AK (krakowski, lwowski i lubelski), co spowodowało przymus utworzenia w tym regionie nowych struktur Armii Krajowej. Na przełomie 1942 i 1943 powołana została nowa placówka podziemia o nazwie „Lusia”, której dowódcą został Zdzisław Zathey. Nowo powstała placówka w kwietniu 1944 znalazła się w strukturach Okręgu AK we Lwowie oraz zmieniła swoją rangę na obwód, który miał współtworzyć oddziały partyzanckie wokół Lwowa, prowadzić dywersję na okupancie i powstrzymywać zbrojne działania UPA podczas trwającej właśnie rzezi wołyńskiej. W ramach tego placówka zobligowana została do stworzenia Oddziału Partyzanckiego 4. kompanii 19. pp Obrony Lwowa, który następnie miał się udać w okolice miejscowości Prusy. Akcja poprzez przymus przemarszu przez tereny znajdujące się pod kontrolą UPA i niemieckie poligony wojskowe została odwołana, a oddział dołączył do kompanii „Narol” w tomaszowskim obwodzie AK w celu walki z UPA, stanowiącą duże zagrożenie dla polskiej ludności w tym rejonie. Pod koniec kwietnia 1944 żołnierze kompanii zostali podzieleni na dwie grupy, które udały się do Narola gdzie doszło do reorganizacji kampanii lubaczowskiej.

## Sytuacja przed bitwą

### Ukraińskie Napady na okolice Narola w kwietniu 1944 roku
Od kwietnia 1944 roku okolice Narola były regularnie nękane napadami ukraińskich nacjonalistów. Jeden z pierwszych takich ataków miał miejsce w nocy z 4 na 5 kwietnia w Hucie Lubyckiej.
W nocy z 4 na 5 kwietnia 1944 roku nacjonaliści Ukraińskiej Powstańczej Armii (UPA) przybyli do Huty Lubyckiej z zamiarem eliminacji młodych Polaków, podejrzewanych o przynależność do Armii Krajowej (AK). W wyniku ataku zastrzelono dwie osoby. Ukraińscy napastnicy otoczyli i obrzucili granatami polski dom stojący na uboczu wsi, gdzie od pewnego czasu na noc gromadzili się miejscowi Polacy obawiający się ukraińskiego napadu. Około 20 osób schroniło się w murowanej piwnicy poza obrębem budynku, dzięki czemu przeżyli atak, mimo zniszczenia domu. Rankiem 5 kwietnia 1944 roku w Hucie Lubyckiej, Woli Wielkiej, Pawliszczu oraz innych okolicznych wsiach, w których mieszkały polskie rodziny lub rodziny mieszane, pojawiły się ulotki ukraińskiego podziemia. Ulotki te nakazywały Polakom opuszczenie tych terenów w ciągu dwóch dni, grożąc śmiercią za niewykonanie nakazu. Większość Polaków wyjechała, pozostając jedynie pojedyncze osoby, głównie kobiety wyznania greckokatolickiego pochodzące z rodzin mieszanych.
Napady te stanowiły część szerszej strategii ukraińskich formacji zbrojnych mającej na celu usunięcie ludności polskiej z terenów zamieszkanych również przez Ukraińców. Konsekwencje tych działań były tragiczne, prowadząc do znacznego zmniejszenia liczby Polaków w regionie oraz wzrostu napięć etnicznych.

### Eskalacja konfliktu w okolicach Narola w kwietniu 1944 roku
W kwietniu 1944 roku, ukraińscy partyzanci z wsi Pawliszcze przeprowadzili nagły ostrzał z broni maszynowej na sąsiednią polską wieś Bieniaszówkę. Atak został powtórzony następnego dnia, przy czym Ukraińcy rozlepiali ulotki o podobnej treści jak te sprzed kilku dni, wzywające Polaków do opuszczenia terenów pod groźbą śmierci.
W odpowiedzi na te ataki, 7 kwietnia 1944 roku, żołnierze kompanii „Narol” podpalili ukraiński przysiółek Krupy, należący do wsi Pawliszcze. 10 kwietnia żołnierze z placówki w Łukawicy ostrzelali Hutę Lubycką, co doprowadziło do spalenia jednej chałupy i śmierci jednej osoby. Po otwarciu ognia z cekaemu przez Ukraińców, Polacy zostali zmuszeni do wycofania się.
W kolejnych dniach dochodziło do sporadycznej wymiany ognia między patrolami obu stron. Napady ukraińskie były stosunkowo łatwo odpierane przez polskie samoobrony z wysuniętych placówek w Brzezinach Bełżeckich, Jędrzejówce, Łukawicy i Bieniaszówce. Te skuteczne obrony przyczyniły się do uśpienia czujności polskiej obrony w przededniu największego ataku ukraińskiego.
Napady oraz odpowiadające im działania odwetowe przyczyniły się do dalszego zaostrzenia konfliktu w regionie. Skuteczność polskich samoobron stwarzała fałszywe poczucie bezpieczeństwa, które mogło prowadzić do zaskoczenia w obliczu zmasowanego ataku.

## Bitwa

### Starcie
W ukraińskim meldunku opisano działania partyzantów UPA pod dowództwem „Jastruba”, którzy podczas ofensywy wdarli się do Jędrzejówki, podpalając kilka zabudowań. Silnie ostrzeliwani od tyłu, przypuszczalnie z przysiółka Michalec, zostali zmuszeni do odwrotu. Równocześnie polskie oddziały Armii Krajowej (AK) zaatakowały sztab sotni „Siromanciw”. Atakujący żołnierze AK zostali odparci ogniem broni maszynowej. Ukraińcy dwukrotnie ponowili ataki na Jędrzejówkę, dochodząc nawet do centrum wsi, lecz za każdym razem byli odpierani przez obrońców. Po około trzech-czterech godzinach walki oddział „Siromanciw", tracąc trzech zabitych i dziesięciu rannych, rozpoczął odwrót. Partyzanci UPA zabrali tylko rannych, pozostawiając poległych na miejscu walki.
Polskie oddziały kontynuowały pościg za oddziałem „Jastruba” przez Icków (Jacków) Ogród, docierając do Huty Złomy oraz przedpola Łówczy. Tam Ukraińcy zdołali się przygotować do odparcia polskiego kontrataku. W trakcie odwrotu oddział „Jastruba” trzykrotnie odpierał ataki wroga. Walki w tym rejonie zakończyły się w południe. Według danych ukraińskich wieś Jędrzejówka została zniszczona w 70%, a straty wśród przeciwników, głównie polskiej ludności, szacowano na nie mniej niż 60 uzbrojonych osób.
Następnie do walk włączyła się sotnia „Jewszana”. Partyzanci po ostrzale moździerzowym Lipska, Narola i Jędrzejówki, wdarli się do Lipska pod osłoną ognia karabinowego i broni maszynowej. Szybko opanowali centrum wsi i, paląc kolejne zabudowania, dotarli do północnej części miejscowości. Lipsko zostało zniszczone w 80%. Po dwóch godzinach natarcie oddziału „Hałajda” załamało się z powodu niekorzystnego ukształtowania terenu i silnego ognia polskich obrońców. Ukraińcy wycofali się w kierunku Woli Wielkiej. Polacy przystąpili do pościgu, nękając partyzantów „Jewszana” aż do Woli Wielkiej. Podczas odwrotu Ukraińcy spalili folwark Maurycówkę, Pizuny, Pawelce oraz częściowo Icków (Jacków) Ogród i Brzezinki. Według ukraińskich źródeł, oddział "Hałajda" miał zabić ponad 40 przeciwników przy niewielkich stratach własnych – dwóch lekko rannych.
W celu rozciągnięcia polskiej obrony, główne uderzenie na Jędrzejówkę i Lipsko zostało wsparte atakiem z Woli Wielkiej na Łukawicę, kluczową placówkę w systemie obrony Narola dowodzoną przez Stanisława Pawelca „Burzę”. Placówka była wzmocniona dwoma pododdziałami kompanii „Lusia”, dowodzonymi przez Michała Farnusa „Sicińskiego”. Ukraiński zwiad nie doniósł o tych wzmocnieniach, informując jedynie o koncentracji polskich sił w Jędrzejówce i Michalcu. Ukraińcy podjęli również działania zaczepne pod Majdanem i Chlewiakami oraz atak pozorowany w rejonie Bełżca.
Najdłużej trwało starcie o placówkę Łukawica. Żołnierze po otrzymaniu posiłków rozpoczęli kontratak w kierunku Woli Wielkiej, ale zostali powstrzymani przez Ukraińców ogniem z granatników i około godziny 14:00 zmuszeni do odwrotu. Na prośbę „Kostka” obrońcom przyszły z pomocą posiłki wysłane przez komendanta „Polakowskiego”. Były to dwie kompanie rejonu V: „Susiec” Witolda Kopcia „Ligoty" i „Majdan Sopocki” Antoniego Kusiaka „Bystrego” oraz dwa pododdziały z kompanii „Cieszanów” Franciszka Szajowskiego „Kruka”. Ich zadaniem było zabezpieczenie tyłów oddziałów walczących z UPA. Posiłki dotarły na miejsce, gdy pododdziały kompanii „Narol” i „Lusia” przeszły do pościgu za wycofującymi się sotniami UPA. Do polskich żołnierzy dołączali miejscowi chłopi, uzbrojeni w siekiery i kosy.

### Straty i liczebność wojsk
Liczebność żołnierzy po polskiej stronie nie jest znana. Szacuje się, że straty wśród Polaków wynosiły 13 zabitych i 25 rannych. W wyniku napadu UPA życie straciło także kilkudziesięciu polskich cywili. Ze strony ukraińskiej straty wahają się pomiędzy 30 a 80 zabitymi z liczby 500 do 1000 żołnierzy. 4 czerwca 1944 ukraińskie oddziały zbrojne poprzez próbę utworzenia korytarza na Puszczę Solską i podzielenia polskich sił na dwie części, ponownie zaatakowały Narol, lecz atak został przez Polaków odparty i akcja się nie powiodła. Za obronę Narola Karol Kostecki został odznaczony Krzyżem Walecznych.

## Po bitwie

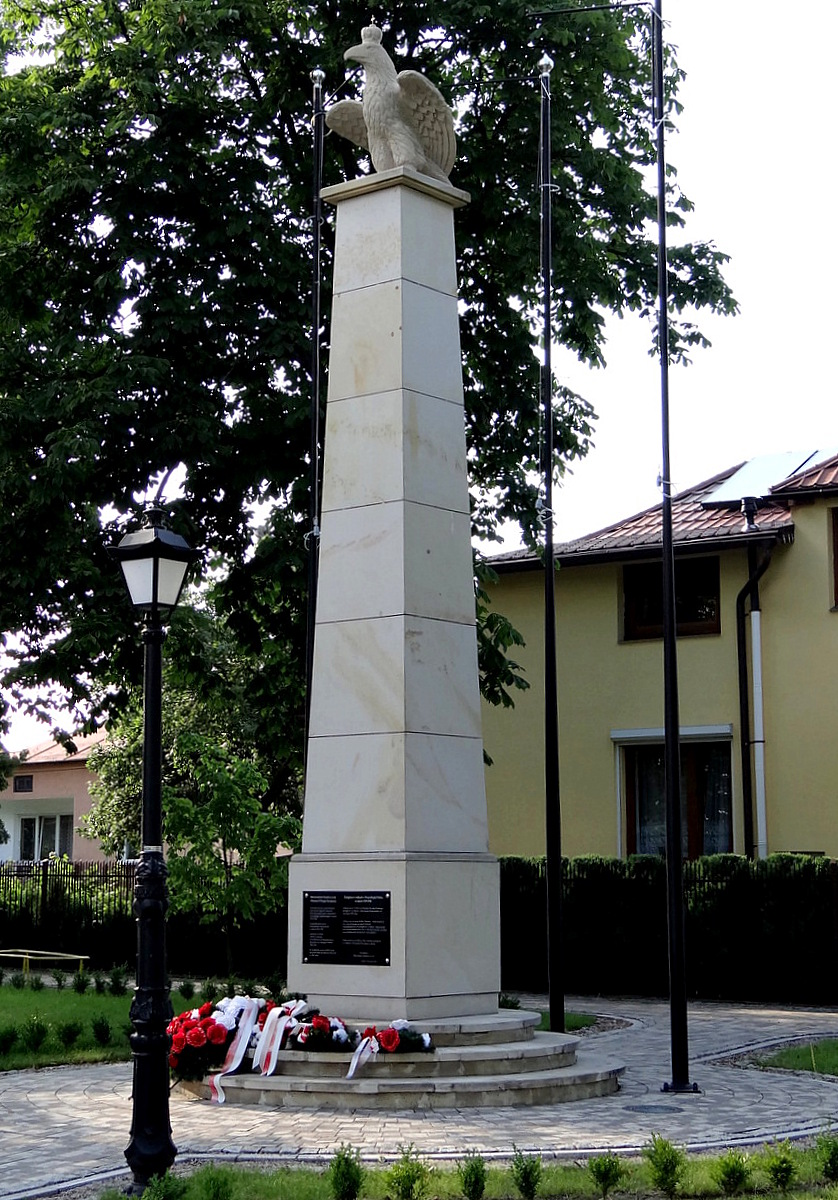
Pomnik Niepodległości w Narolu

Po porażce pod Narolem UPA próbowała jeszcze atakować 4 czerwca ale również bez powodzenia. Zdecydowana obrona Narola i okolic uniemożliwiła UPA uderzenie na Tomaszów Lubelski (o ile taki plan był kiedykolwiek brany przez Ukraińców pod uwagę ponieważ bezpośrednim celem ataku na Narol było otworzenie korytarza na Puszczę Solską i podzielenie polskiej obrony na dwie części.
Upowcy zabili kilku dziesięciu polskich cywili. 21 maja po odparciu ukraińskiej ofensywy na Narol oddziały AK przeprowadziły natychmiastowe akcje odwetowe na Basiówkę i Lubliniec Nowy. Podczas tych działań zabito co najmniej 12 Ukraińców, a kilku innych zostało rannych.

## Upamiętnienie
W listopadzie 1975 w Lipsku odsłonięto pomnik na cześć pomordowanych w ataku mieszkańców tej miejscowości. Polegli w walkach z UPA podczas bitwy zostali także wymienieni na Pomniku Niepodległości w Narolu. Bitwa została również wymieniona na pamiątkowej tablicy na Grobie Nieznanego Żołnierza w Warszawie.